# Rieselfelder Windel

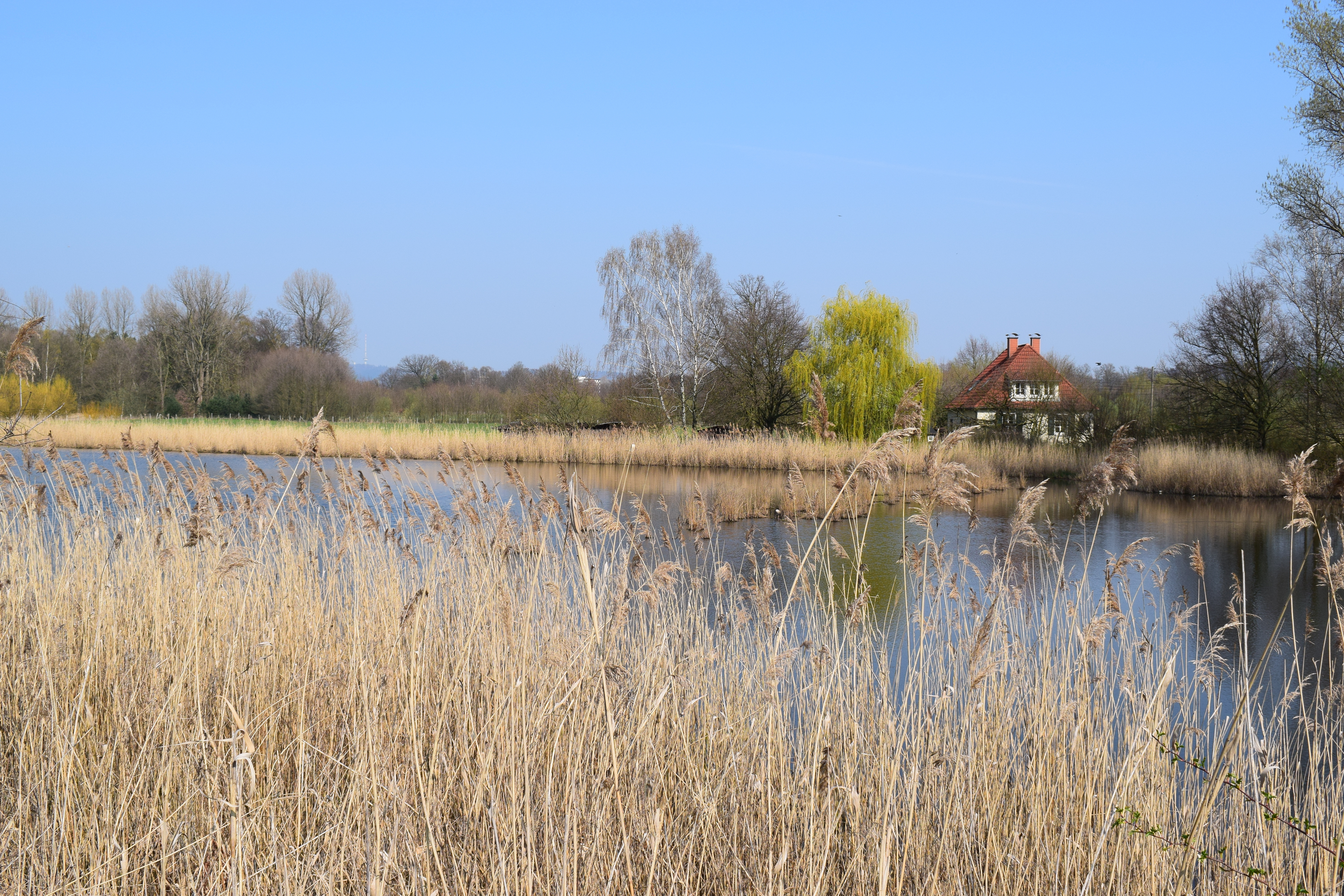
Teich im Naturschutzgebiet Rieselfelder Windel

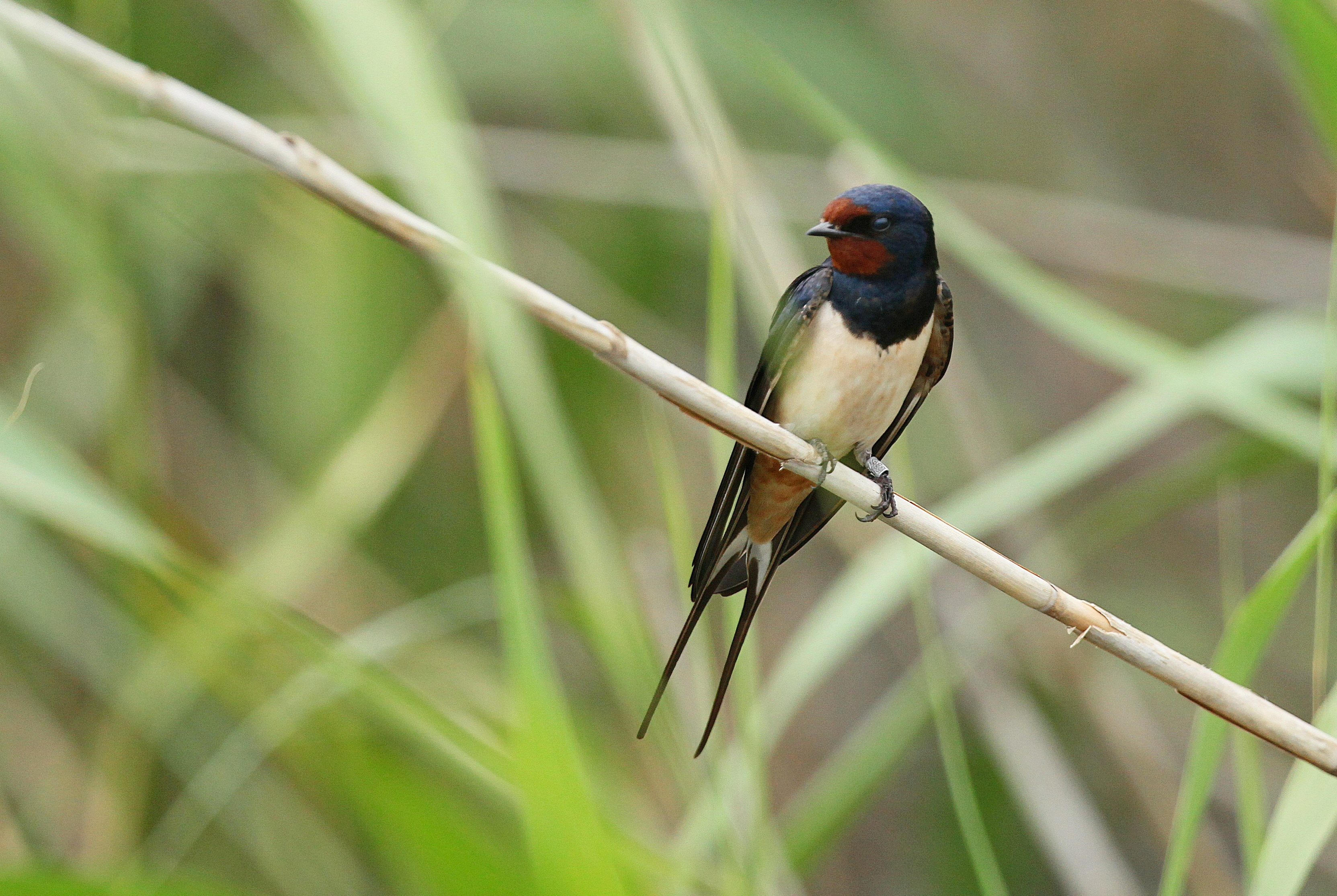
Rauchschwalbe im Schilf der Rieselfelder Windel

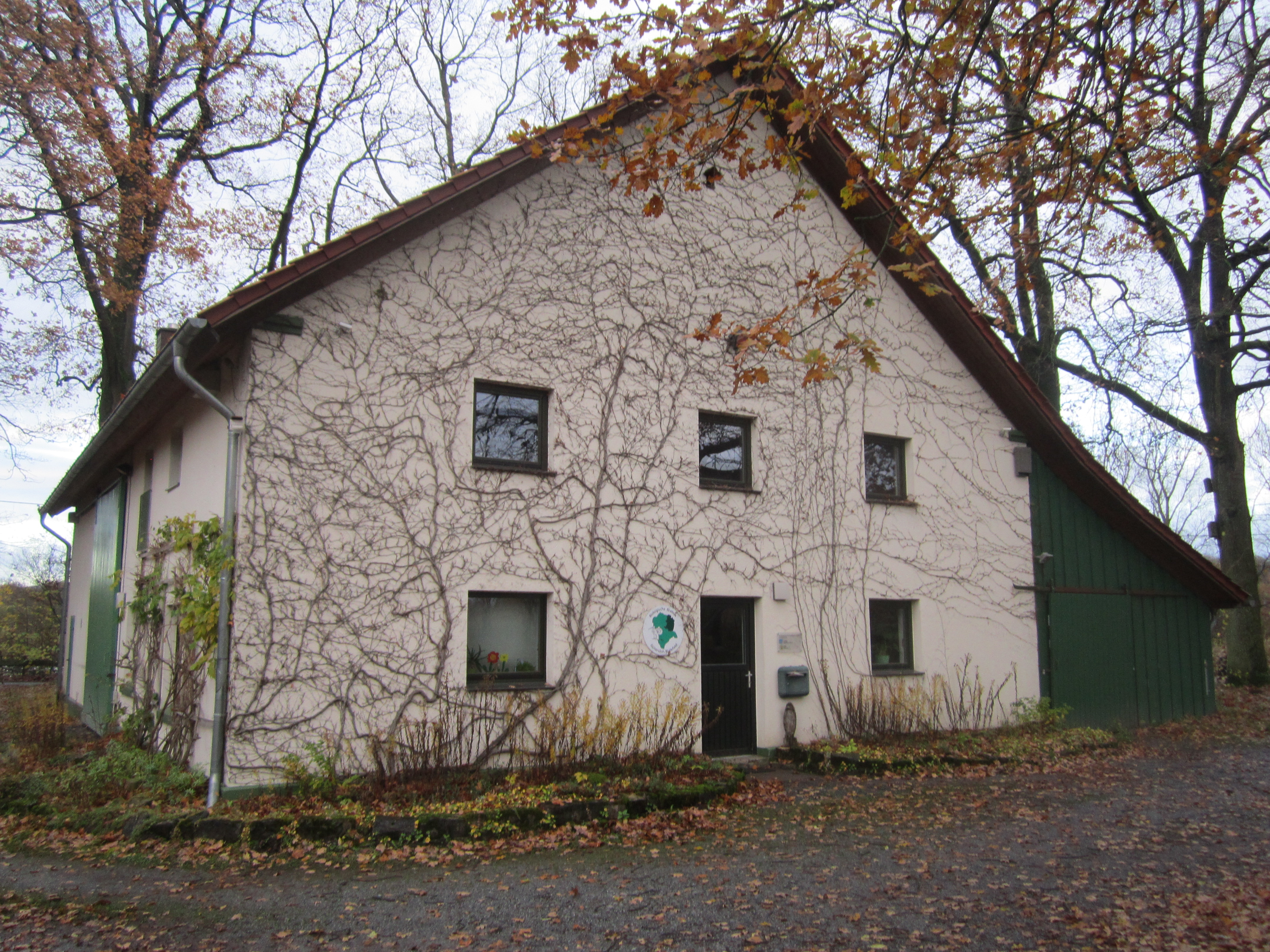
Biologische Station Gütersloh-Bielefeld umgeben vom Naturschutzgebiet Rieselfelder Windel

Das Naturschutzgebiet Rieselfelder Windel mit einer Flächengröße von 102,34 ha liegt westlichen Bereich von Bielefeld. Es wurde 2014 mit einem Landschaftsplan als Naturschutzgebiet (NSG) ausgewiesen. Die sind das größte private Naturschutzprojekt im Großraum Bielefeld in den ehemaligen Rieselfeldern des zum Stadtbezirk Senne gehörenden Ortsteils Windelsbleiche. Gefördert durch die Stiftung Rieselfelder Windel, eine gemeinnützige unselbstständige Naturschutzstiftung in der treuhänderischen Verwaltung der Stiftung für die Natur Ravensberg mit Sitz in Bünde. Im NSG liegt Hofstelle Ortmann und ein weiteres Gebäude, welche nicht zum NSG gehören. In der Hofstelle Ortmann wurde 1997 Biologische Station Gütersloh/Bielefeld in einem Scheunengebäude eingerichtet. In einem Nebengebäude befindet sich ein Infozentrum. Der südliche Teil des NSG wird durch die Landstraße 788 abgetrennt. Im Westen grenzt teils die Autobahn 33 an. Das Naturschutzgebiet Schwarzes Venn grenzt, nur durch eine Straße getrennt, westlich an.
Die Rieselfelder Windel sind geprägt durch ihre Vielfalt verschiedener Biotope: Feuchte und trockene, offene und gehölzbestandene Lebensräume und die geringe Intensität der Nutzung sind Ursache für eine Vielzahl der dort lebenden Arten, von Bartmeise und Eisvogel über Knoblauchkröte und Kleines Granatauge bis hin zu Schleiereule und Zwergtaucher.
Zwei unbefestigte Rundwege, das zentral in den Feldern gelegene Informationszentrum, Führungen, Aktionstage und naturpädagogische Veranstaltungen für Kinder und Jugendliche bieten den Besuchern Möglichkeiten die Rieselfelder zu erleben. Die Stiftung Rieselfelder Windel arbeitet ebenso mit dem Museum Osthusschule zusammen.